# Chiwwieten
De Chiwwieten (Hebreeuws: החוים; Khivvīm, "dorpelingen") of Hevieten waren volgens de Hebreeuwse Bijbel afstammelingen van Hivi (Hebreeuws: החוי; Khivvī, "dorpeling"), de zesde zoon van Kanaän, kleinzoon van Cham (Genesis 10:17, 1 Kronieken 1:15).
Volgens Genesis 15:13-12 beloofde God Abraham, dat hij Abrahams nakomelingen in het land van de Chiwwieten en zes andere Kanaänitische volken zou geven, namelijk de Kanaänieten (deze naam wordt wisselend gebruikt om enerzijds een specifiek volk aan te duiden of anderzijds als verzamelnaam voor alle zeven volkeren bij elkaar), de Amorieten, de Jebusieten, de Hethieten, de Ferezieten en de Girgasieten. In de dagen van Jakob leefden de Chiwwieten in de stad Sichem. Later, toen de Israëlieten vanuit Egypte het beloofde land Kanaän binnentrok, gebood God herhaaldelijk dat de Israëlieten de Chiwwieten samen met de zes andere volkeren moesten verdrijven (Exodus 3:8, 17; 13:5; 23:23, 28; 33:2; 34:11), wegens hun lage moraal en hun verdorven religies.
Onder Jozua leden de Chiwwieten de nederlaag (Jozua 9:1, 2; 12:7, 8; 24:11). Eén groep Chiwwieten werd gespaard: de Gibeonieten, bewoners van de steden Gibeon, Kefira, Beëroth en Kirjath-Jearim. Door een list lukte het hen een verbond te sluiten met Israël. Ze werden niet gedood, maar tot slaven gemaakt (Jozua 9:1-15, 24-27), wat soms als vervulling wordt gezien kan worden van de vloek die Noach over zijn kleinzoon Kanaän uitsprak (Genesis 9:25-27). Het verbond had echter ook voordelen: Israël streed ter bescherming van Gibeon tegen omliggende vijandige Kanaänitische volkeren.
De Chiwwieten worden als laatste in de Bijbel genoemd in de tijd van Salomo, deze werden gebruikt als dwangarbeiders bij de bouw van de tempel (1 Koningen 9:20, 2 Kronieken 8:7). De Gibeonieten duiken later in de Bijbelse geschiedenis op als behorende tot de 'Nethinim', een verzamelnaam voor alle niet-Israëlitische slaven die de Israëlieten assisteerden bij de herbouw van Jeruzalem (Ezra 2:43).